# Satansboleet
De satansboleet (Boletus satanas) is een giftige paddenstoel uit de familie Boletaceae. Een forse boleet met een tot 20 cm brede, witgrijze hoed, rode poriën en een steel met een opvallend diep rood netwerk over de hele lengte.

## Leefomgeving
De satansboleet is zeldzaam. De soort komt voor onder beuken of eiken in loofbossen op kalkrijke grond of leem in zones met een gematigd klimaat.

## Kenmerken
Hoed
De gladde hoed heeft een doorsnede van 10 tot 25 cm en is eerst bolvormig gewelfd met soms een omgeronde rand, maar wordt later vlakker. De hoed is wit tot licht grijsachtig en krijgt later grijsbruine of roodachtige vlekken aan de rand.
Steel
De steel is 7 tot 12 cm hoog. Er is een gezwollen basis die tot 12 cm dik kan zijn. Van boven is de steel geel, onderaan is deze rood. De steel is bedekt met donkerrood netwerk.
Buisjes
De buisjes zijn vrijstaand, klein en bloedrood. Ze worden bij beschadiging groenblauw. 
Vlees
Het vlees is lichtgeel. Van de steel en buisjes wordt het later iets blauwachtig. De blauwverkleuring van het vlees is vaak zwak. 
Sporenprint
De sporenprint is olijfbruin.

## Verwisseling
De satansboleet kan met andere boleten verwisseld worden zoals de roodnetboleet (Boletus rhodoxanthus), de (eetbare) gewone heksenboleet (Boletus erythropus), netstelige heksenboleet (Boletus luridus), Boletus splendidus, Boletus torosus of met de (licht giftige) pronksteelboleet (Boletus calopus).

## Mycotoxine
Zowel rauw als gekookt is de satansboleet giftig en veroorzaakt een braakreactie die zes uur kan duren.